# Ella Henderson
Gabriella Michelle (Ella) Henderson (Tetney, 12 januari 1996) is een Britse singer-songwriter. Ze was finalist van het 9de seizoen van The X Factor in 2012 en eindigde op de 6de plaats. 
Haar eerste single "Ghost", mede geschreven door Ryan Tedder, verscheen op 8 juni 2014 en ging meteen naar nummer 1 in het Verenigd Koninkrijk. In de herfst van 2014 kwam haar debuutalbum Chapter One uit.

## Biografie

### Het begin
Henderson begon met zingen op een leeftijd van drie jaar en leerde haarzelf piano spelen een paar jaar later. Ze begon met shows voor haar familie met kerst en ontwikkelde een speciale band met haar opa Bill, die haar aanmoedigde om achter haar liefde voor muziek aan te gaan.
In het begin van 2012 verscheen Henderson op een tv-uitzending van Channel 4. Dit was een kerstspecial van de serie Come Dine With Me. Hier zong ze "All I Want for Christmas Is You". Ze was een gast van Bianca Gascoigne, die een familievriend is en ook auditie deed voor The X Factor 2012. De aflevering is gefilmd voor haar verschijning bij X Factor.

### 2012:The X Factor
In 2012 deed Henderson auditie voor het 9de seizoen van X Factor. Ze raakte tot de liveshows en werd gecoacht door Tulisa Contostavlos. Henderson en James Arthur waren bij de laatste twee in week 7 en zongen om in de show te blijven. Hierna waren de juryleden verdeeld. De beslissing ging naar het publiek. Arthur ging door na 13,7% van de stemmen. 12,5% ging naar Henderson. Dermot O' Leary, de presentator, omschreef haar vertrek als: "One of the biggest shocks we've ever had on the results show."
Tijdens de show en na haar vertrek heeft een aantal beroemdheden Henderson geprezen. Inclusief Adele, Chloë Grace Moretz, Simon Cowell, Sarah Millican, Kitty Brucknell, Stephen Fry, Lily Allen, Nick Grimshaw en Cher. In 2013, bij The Xtra Factor, heeft O'Leary Henderson genoemd als een van de meest getalenteerde zangeressen in de afgelopen zeven jaar van zijn show.

### 2013-heden:Chapter One
Op 15 december 2012 trad Henderson op bij de Ierse televisie show RTE The Saturday Night Show: daar zong ze "Silent Night". Tijdens het interview gedurende de show, liet ze weten dat ze getekend was bij Sony Music Entertainment. Op 24 december 2012 trad ze op bij Myleene Klass's Heart FM show. Daar zong ze "Last Christmas" en "Have Yourself a Merry Little Christmas". Op 22 januari 2013 bevestigde Henderson dat ze had getekend bij Simon Cowells platenmaatschappij Syco Music. Gedurende januari en februari 2013 nam ze deel aan de The X Factor live tour, waar ze vier nummer zong: "Missed", "Believe", "Rule The World" en "You Got The Love". Op 23 januari 2013 speelde ze "Believe" bij de 18de Nationale Televisie Awards. Op 9 juni 2013 verscheen ze als speciale gast bij The Capital Summertime Ball en deed ze daar een duet met Labrinth van "Beneath Your Beautiful".
Gedurende 2013 bracht Henderson een aantal liveoptredens uit op YouTube, inclusief een mash-up van Drakes "Hold On, We're Going Home" en John Newman's "Love Me Again", ook de vier nummers: "Evaporate" (deze zong ze eerder live tijdens The X Factor en deed een webcamsessie voor fans), "Waiting", "Five Tattoos", and "The First Time".
In maart 2014 kondigde Henderson haar debuutalbum Chapter One aan. Dit album is geschreven door Henderson, samen met een aantal schrijvers en producers: Claude Kelly[3 (samengewerkt met Britney Spears, Kelly Clarkson, Jessie J, Michael Jackson), Eg White (Adele, Tom Odell, Will Young, Duffy en James Morrison), Salaam Remi (Nas, Amy Winehouse, Fergie, Alicia Keys), Richard "Biff" Stannard, Babyface (Madonna, Janet Jackson, Ariana Grande) en TMS (Professor Green en Emeli Sandé, en Little Mix).
In maart 2014 kondigde Henderson haar debuutsingle "Ghost" aan, samen geschreven met Ryan Tedder. De video is gemaakt in New Orleans en ging online op 23 april 2014. Chapter One wordt verwacht in de herfst van 2014. Henderson trad op met Ghost bij de eerste halve finale van Britain's Got Talent op 26 mei 2014.
In 2015 maakte ze samen met Kygo het nummer Here for you.

## Discografie

### Albums
| Titel       | Details                                                                      |
| ----------- | ---------------------------------------------------------------------------- |
| Chapter One | - Datum van verschijnen: 22 september 2014 - Label: Syco - Formaat: download |

### Singles
| Jaar | Titel                    | Hoogste hiltijstposities | Hoogste hiltijstposities | Hoogste hiltijstposities | Hoogste hiltijstposities | Hoogste hiltijstposities | Album       |
| Jaar | Titel                    | UK                       | IRE                      | BE                       | SCO                      | SWI                      | Album       |
| ---- | ------------------------ | ------------------------ | ------------------------ | ------------------------ | ------------------------ | ------------------------ | ----------- |
| 2014 | "Ghost"                  | 1                        | 1                        | 28                       | 1                        | 69                       | Chapter One |
| 2014 | "Glow"                   | 7                        | 1                        | —                        | 1                        | 69                       | Chapter One |
| 2021 | "Hurricane" met Ofenbach | —                        | —                        | 31                       | —                        | —                        | —           |

- Bibliothèque nationale de France: cb169607868 (data)
- Gemeinsame Normdatei: 1060735121
- International Standard Name Identifier: 0000 0004 4647 0542
- Library of Congress Control Number: nb2015000939
- MusicBrainz: 3a60a284-256b-4481-9c33-84d12ea481cd
- Nederlandse Thesaurus van Auteursnamen: 387266755
- Virtual International Authority File: 311574884
- WorldCat: E39PBJxMfPfG7G3GKBc7DGfKBP